# Valkenberg (Brakel)
De Valkenberg is een helling in Brakel in de Vlaamse Ardennen in de Belgische provincie Oost-Vlaanderen.

## Wielrennen

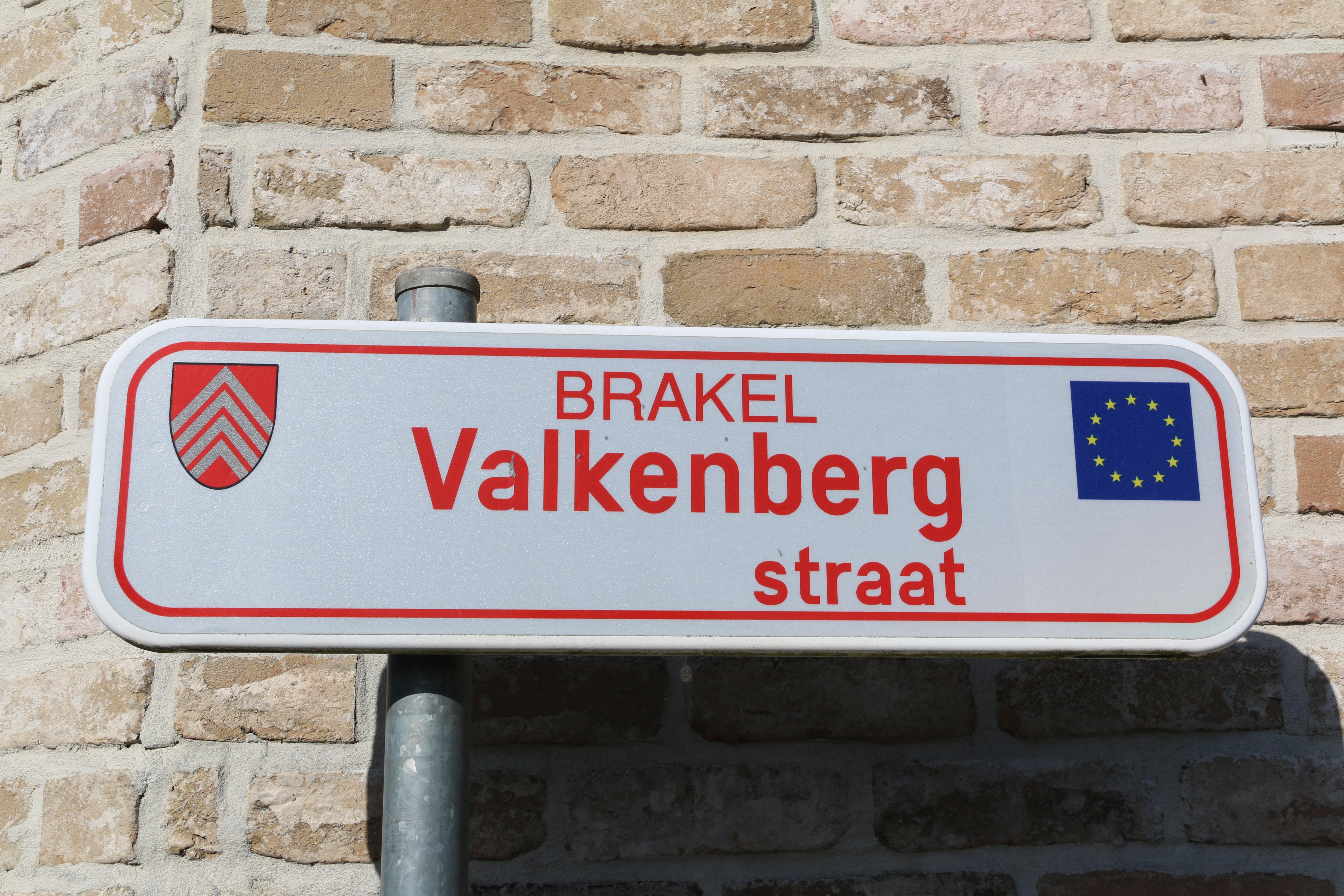

### Ronde van Vlaanderen
In het wielrennen is de heuvel vooral bekend als beklimming in de wielerklassieker Ronde van Vlaanderen, in totaal is ze 27 maal opgenomen geweest in de Ronde. Het is een van die venijnige klimmetjes waar de RvV om bekendstaat.
Eertijds een smalle kasseiweg (beklommen in de Rondes van 1959 tot 1973), in 1973 geasfalteerd en pas weer opgenomen in de editie van 1996, daarnaast ook in de edities van 2005-2009, 2011-2014 en 2020-2025. 
In 1959 wordt de klim in de Ronde gesitueerd tussen de Statieberg en de Kloosterstraat, in 1960 tussen de Varentberg en de Kloosterstraat, van 1961-1966 tussen de Edelareberg en de Kasteelstraat, van 1967-1969 tussen de Kloosterstraat en de Kasteelstraat, in 1970 tussen de Muur en Semmerzake, in 1971 en 1972 tussen de Muur en Berg Hostellerie en in 1973 tussen de Varentberg en de Muur.
In 1996 komt hij weer voor, nu tussen de Berendries en de Muur-Kapelmuur (daar tussenin ligt Tenbosse, maar deze is nog geen officiële klim).
In de edities van 2005-2009 ligt hij tussen de Berendries en Tenbosse, in 2011 tussen Leberg en Tenbosse. In 2012 en 2013 is de Valkenberg gesitueerd tussen de Berendries en de Oude Kwaremont. In 2014 is ze de zevende helling tussen Leberg en Kaperij. In 2020 ligt de Valkenberg tussen Berendries en Kanarieberg en in 2021-2025 tussen Berendries en Berg ten Houte.

### Andere wielerkoersen
Daarnaast is de Valkenberg 31 maal (1961, 1976, 1979-1984, 1987-1990, 1995-2003, 2006-2010, 2012-2015, 2022) opgenomen in de Omloop Het Nieuwsblad. Ook wordt hij weleens opgenomen in Dwars door Vlaanderen, de Internationale Junioren Driedaagse van Axel en Dwars door de Vlaamse Ardennen.
In 2010 en 2015 is de helling opgenomen in de Driedaagse van De Panne-Koksijde. In 2014 is ze onderdeel in de 5e etappe van de Eneco Tour.

### Recreatieve routes
De helling is ook opgenomen in de rode lus van de recreatieve fietsroute Ronde van Vlaanderenroute.